# 이선규 (작곡가)
대한민국의 뉴에이지 작곡가. 1997년 서울특별시에서 출생하여 2021년 싱글 앨범 Omniverse(옴니버스)로 데뷔하였다.
"한때 인기 있던 록은 빛을 발했지만, 여전히 발라드와 뉴에이지처럼 아름다움이 배어있는 음악은 여전히 유효합니다. 우리 마음속에 내재된 노스탤지어, 그 영원한 그리움을 자극하는 다양한 감성을 들려주고 싶어요. 지그시 눈을 감으면 가슴 속 밤하늘 우주로 발을 내딛을 수 있는 음악을 전하고 싶습니다."인터뷰에서 한 말이다.

## 디스코그래피

### EP 앨범
- EP 앨범 <the world of dreams> (2023)
- EP 앨범 <처음 내게 부서지는 법을 알려준 파도 (with. All was well)> (2023)

### 디지털 싱글
- 싱글 <세상을 읽게 하소서> (2025)
- 싱글 <Walking on the moon> (2025)
- 싱글 <Love flower> (2024)
- 싱글 <29 December> (2024)
- 싱글 <이십춘기 (Second Adolescence)>(2024)
- 싱글 <all the tears> (2024)
- 싱글 <beginning> (2024)
- 싱글 <이선규 X 윤경민 Vol.3> (2024)
- 싱글 <red flower> (2024)
- 싱글 <Christmas for you> (2023)
- 싱글 <memory> (2023)
- 싱글 <Good night> (2023)
- 싱글 <이선규 X 윤경민 Vol.2> (2023)
- 싱글 <20230328> (2023)
- 싱글 <이선규 X 윤경민 Vol.1> (2023)
- 싱글 <結> (2023)
- 싱글 <cherish> (2022)
- 싱글 <fairy tale> (2022)
- 싱글 <untitled> (2022)
- 싱글 <夢> (2022)
- 싱글 <still> (2022)
- 싱글 <Winter> (2021)
- 싱글 <Reminisce> (2021)
- 싱글 <Night> (2021)
- 싱글 <空虛> (2021)
- 싱글 <Heaven> (2021)
- 싱글 <Omniverse> (2021)

### OST
- 예능 '여행: 플리(playlist) OST Part 8' (2023)